# Iranische Badmintonmeisterschaft 1984
Die Iranische Badmintonmeisterschaft 1984 fand Anfang August 1984 in Teheran statt.

## Medaillengewinner
| Disziplin    | Gold                       | Silber                    | Bronze                     |
| ------------ | -------------------------- | ------------------------- | -------------------------- |
| Herreneinzel | Gholam Hossein Yazdanpanah | Vahid Taghvaee            | Abrahim Shoshtary          |
| Herreneinzel | Gholam Hossein Yazdanpanah | Vahid Taghvaee            | Robert Smaeelian           |
| Herrendoppel | H. Ghandy M. Hjian         | Vahid Taghvaee M. Zarnany | Biabany Hossainy Nejad     |
| Herrendoppel | H. Ghandy M. Hjian         | Vahid Taghvaee M. Zarnany | Mansor Shakory S. Faghfory |
| Team         | Teheran                    | Zanjan                    | Mazanderan                 |
| Team         | Teheran                    | Zanjan                    | Esfahan                    |